# Chiesa dell'Addolorata (Forlì)
La chiesa della Madonna Addolorata è una piccola chiesa dell'ultimo Settecento in Via Maroncelli a Forlì, nelle vicinanze del Duomo.  
La chiesa fa parte, come anche la chiesa del Corpus Domini, al Monastero delle Clarisse (che hanno lasciato il monastero nel 2021) a cui è collegata da un passaggio sotterraneo. 

## Storia
La chiesa viene costruita in quella che era una tempo la Strada dei Cavalieri (oggi via Maroncelli) insieme con il complesso del Monastero del Corpus Domini ed è una gemella in forma minore della chiesa che si affaccia su Pizza Ordelaffi.
Il fondatore, Andrea Michelini (1733-1814), era un gesuita. Nel 1781 e poi nel 1786 la chiesa, come l'intero complesso monastico, subisce danni notevoli a causa di un terremoto e viene ricostruita a partire dal 1786 e infine consacrata nel 1795 a opera del vescovo di Forlì Mercuriale Prati.
La piccola chiesa è stata gestita da don Faliero Raggi fino al 1972, anno della sua morte, successivamente è stata sede di mostre di presepi e mercatini di solidarietà fino al 2019, anno che segna un periodo di abbandono. 
Nel 2024 sono stati attuati interventi di restauro, finalizzati al consolidamento e alla messa in sicurezza degli intonaci interni. Lo strato più esterno, di colore giallo per sovrapposizioni successive, è stato rimosso, in modo da ritornare ai colori settecenteschi, grigio, verde e rosa pastello.

## Descrizione

### Esterno

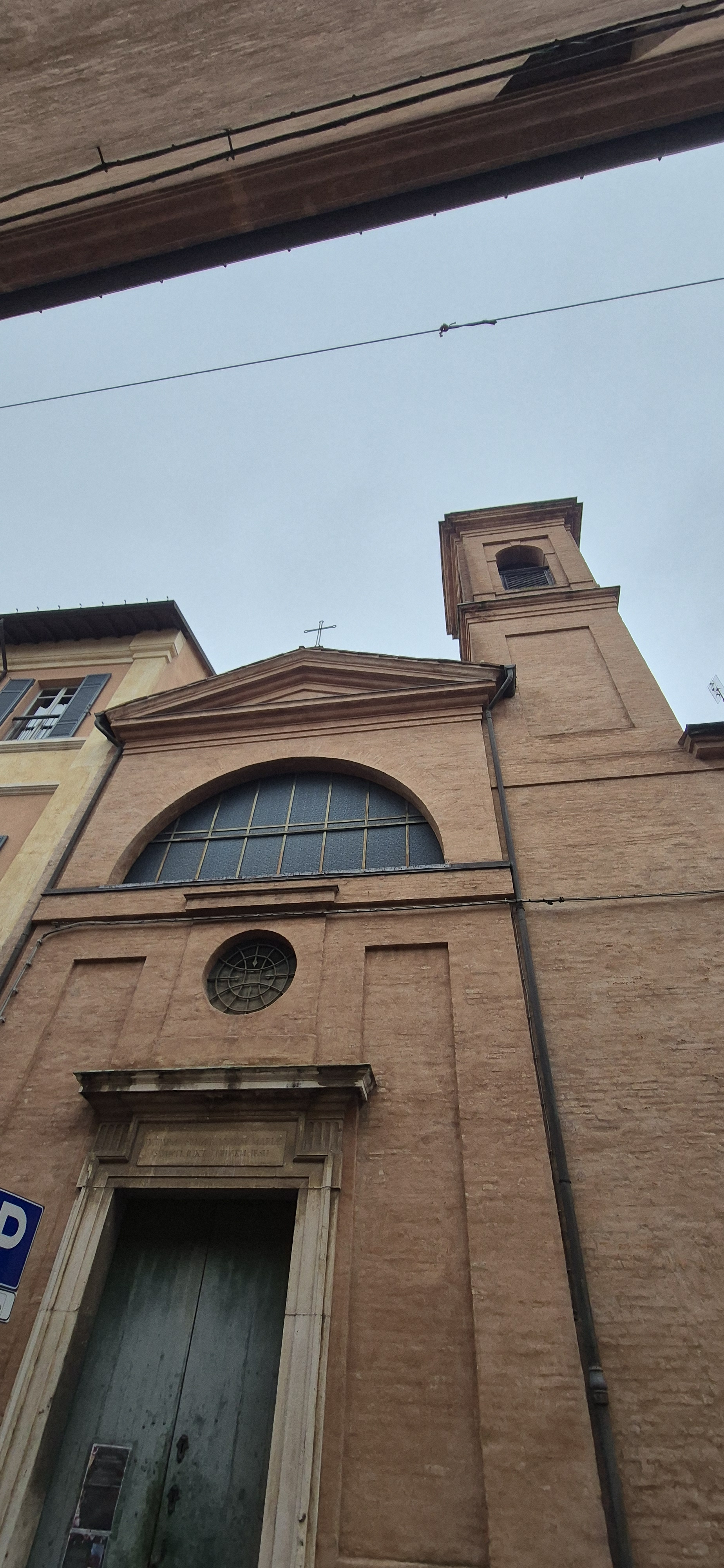
Chiesa dell'Addolorata, facciata

La facciata, in semplici mattoni intonacati, presenta un portale d'ingresso con cimasa con sopra un'apertura circolare e una finestra termale e termina con un timpano. Essa si apre in maniera piuttosto angusta sulla strada stretta. 
Sul lato destro si trova un campanile, che ha nella cella campanaria una monofora per lato e termina con un tamburo sormontato da una lanterna di color verderame. Si tratta di un elemento gemello rispetto a quello della chiesa del Corpus Domini, anch'essa parte del complesso. La scala di accesso al campanile è a chiocciola e in pietra. 
I locali una volta annessi, orto e altri ambienti, sono solo in parte rimasti legati alla chiesa: altri sono stati annessi al vicino ristorante, anch'esso un tempo parte del complesso monastico. L'orto non esiste più.

### Interno

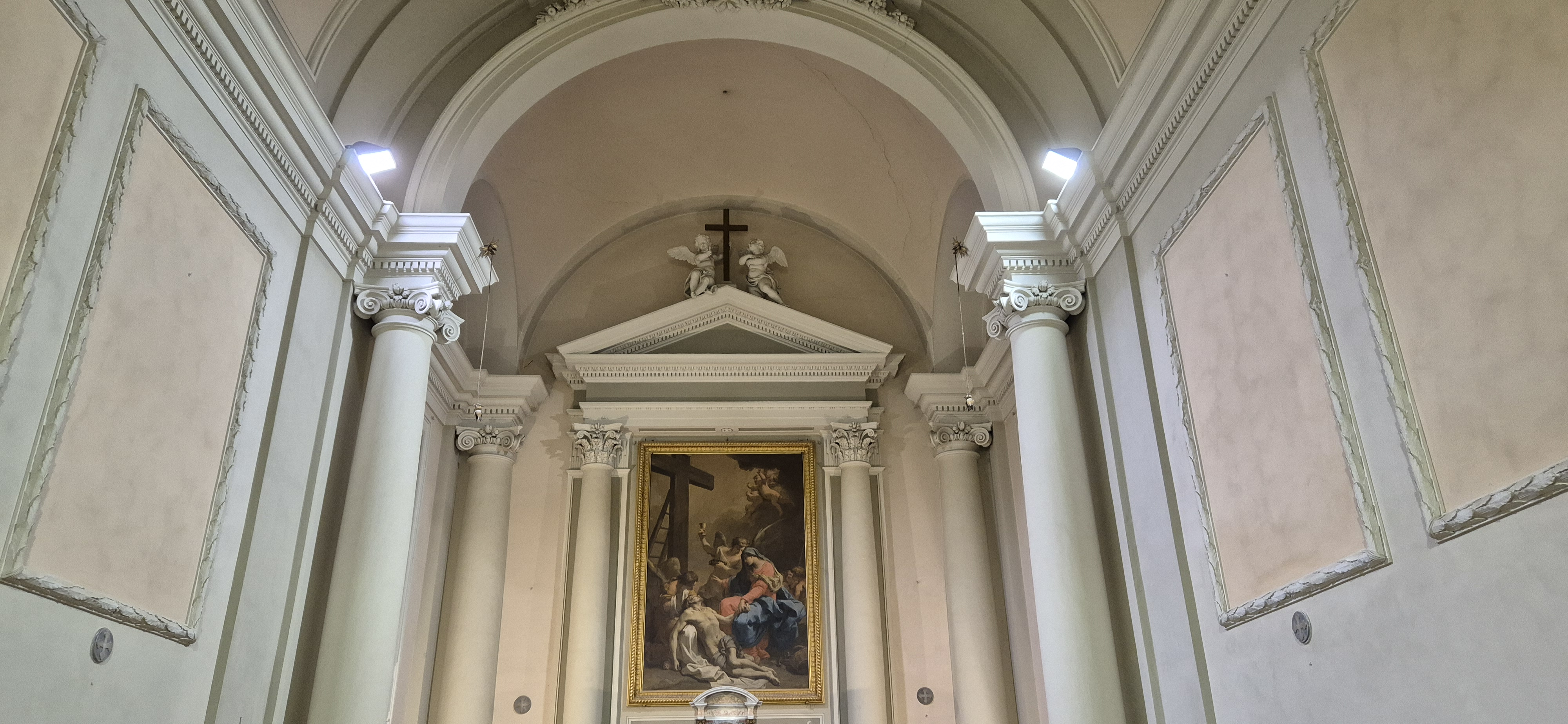
Chiesa dell'Addolorata, interno, si vede sull'altare la Deposizione di Gaetano Gandolfi

L'interno presenta un vestibolo che immette nella chiesa a navata unica e con unico altare. Il soffitto è a volta a botte. Il pavimento è alla veneziana, ovvero ottenuto mediante impasto di pietra e calce. La decorazione sobria ed elegante, si avvale di colonne con capitelli ionici e corinzi.
Sull'altare maggiore è stata ricollocata la Deposizione di Gaetano Gandolfi, pittore bolognese del Settecento, prima conservata nel monastero. Nell'opera sono evidenti la solida preparazione accademica bolognese e gli influssi tiepoleschi, tipici dell'artista.
Una tavoletta, attribuita a Vitale da Bologna, era un tempo conservata nella chiesa. Dopo essere stata spostata nella chiesa di Regina Pacis, ha subito un restauro ed è oggi conservata ai Musei San Domenico.